# 1075 Helina
Az 1075 Helina (ideiglenes jelöléssel 1926 SC) a Naprendszer kisbolygóövében található aszteroida. Grigory Nikolaevich Neujmin  fedezte fel 1926. szeptember 29-én.